# ジテルペン
ジテルペン (Diterpene) は、4つのイソプレン単位によって構成され、C20H32の分子式を持つテルペンである。ゲラニルゲラニルピロリン酸（GGPP）より誘導される。ジテルペンは、レチノール、レチナール、フィトール等の生理的に重要な化合物の骨格になっている。
ただし、レチノールおよびレチナールはC40のカロテノイド（テトラテルペノイド）が2つに分解して生成したもので、GGPPから直接合成されたものではない。

## 生合成
ジテルペンは通常ファルネシルピロリン酸（FPP）のプレニル化によって生じるGGPPを前駆体として作られる。
この鎖状骨格は以下の単環式構造へ変換される（ラブダン骨格は協奏的環化によって生成する）。

## ジテルペノイドの例
- アビエチン酸
- アフィジコリン
- カフェストール
- センブレンA
- フェルギノール
- フォルスコリン
- グアナカステペンA
- カーウェオール
- ラブダン
- ラゴキリン
- スクラレン
- ステマレン
- ステビオール
- タキサジエン（パクリタキセルの前駆体）
- チアムリン

## その他
- Dodonaea petiolarisは、ent-3β-acetoxy- 15,16-epoxylabda-8(17),13(16),14-trien-18-oic acid (C22H28O6)及びそのエナンチオマーを生成する[3]。
- Spirostachys africanaは、乳液中で下剤作用を持つexcoecarinを生成する。
- Salvia divinorumは、向精神性作用を持つサルビノリンAを生成する。

## 基本骨格
フィタン
|          |
| フィタン |

プレニルビスアボラン
|                      |
| プレニルビスアボラン |

ラブダン
|          |
| ラブダン |

ハリマン
|          |
| ハリマン |

グナファラン
|              |
| グナファラン |

コレンサン
|            |
| コレンサン |

ent-クレロダン
|            |
| クレロダン |

アビエタン
|            |                       |                                       |                            |                                        |
| アビエタン | 3,16-シクロアビエタン | 19(4→3)-アベオ-13,16-シクロアビエタン | 17(15→16)-アベオアビエタン | 17(15→16),19(4→3)-ビスアベオアビエタン |

イセテキサン
|              |
| イセテキサン |

トタラン
|          |
| トタラン |

ナギラクトン
|                                                                      |              |
| 5-エチル-1,1,4a-トリメチル-6-(2-メチルプロピル)-デカヒドロナフタレン | ナギラクトン |

ピマラン
|          |              |
| ピマラン | イソピマラン |

ロサン
|        |
| ロサン |

エリトロキシラン
|                  |
| エリトロキシラン |

パラグアラン
|              |
| パラグアラン |

デバダラン
|            |
| デバダラン |

カッサン
|          |              |
| カッサン | ボウアカパン |

クレイスタンタン
|                  |
| クレイスタンタン |

イソクレイスタンタン
|                      |
| イソクレイスタンタン |

イソコパラン
|              |              |
| イソコパラン | エスポギアン |

ポドアルパン類
カウランおよびフィロクラダン
|          |                |
| カウラン | フィロクラダン |

ギンコリドおよびビロバリド
|            |            |
| ビロバリド | ギンコリド |

ベイエラン
|            |
| ベイエラン |

ビラノバン
|            |
| ビラノバン |

アチサン
|          |
| アチサン |

トラキロバン
|              |
| トラキロバン |

ヘルビフルバン
|                |
| ヘルビフルバン |

アコニタン
|            |
| アコニタン |

ヘテラチサン
|              |
| ヘテラチサン |

アフィジコラン
|                |
| アフィジコラン |

ジベレラン
|            |
| ジベレラン |

ジバン
|        |
| ジバン |

ロイコトール
|              |
| ロイコトール |

グラヤノトキサン
|                  |
| グラヤノトキサン |

センブラン
|            |
| センブラン |

バスマン
|          |
| バスマン |

オイニセラン
|              |
| オイニセラン |

アベスチナン
|              |
| アベスチナン |

エスフェラン
|              |
| エスフェラン |

ブリアナン
|            |
| ブリアナン |

ドラベラン
|            |
| ドラベラン |

ネオドラベラン
|                |
| ネオドラベラン |

ドラスタン
|            |
| ドラスタン |

シアタン
|          |
| シアタン |

エスフェロアン
|                |
| エスフェロアン |

ベルコサン
|            |
| ベルコサン |

ネオベルコサン
|                |
| ネオベルコサン |

ホモベルコサン
|                |
| ホモベルコサン |

ネオホモベルコサン
|                    |
| ネオホモベルコサン |

カスバン
|          |
| カスバン |

ラチラン
|          |
| ラチラン |

ラムノフォラン
|                |
| ラムノフォラン |

ダフナン
|          |
| ダフナン |

チグリアン
|            |
| チグリアン |

インゲナン
|            |
| インゲナン |

ジャトロファン
|                |
| ジャトロファン |

ジャトロフォラン
|                  |
| ジャトロフォラン |

クロトフォラン
|                |
| クロトフォラン |

フシコカン
|            |
| フシコカン |

バルパラン
|            |
| バルパラン |

ムリナン
|          |
| ムリナン |

エスパタン
|            |
| エスパタン |

ベルチシラン
|              |
| ベルチシラン |

タキサン
|          |                         |
| タキサン | 11(15→1)-アベオタキサン |

トリネルビタン
|                |
| トリネルビタン |

ケンパン
|          |
| ケンパン |

アンフィレクタン
|                  |
| アンフィレクタン |

シクロアンフィレクタン
|                        |
| シクロアンフィレクタン |

アドシアン
|            |
| アドシアン |

ネオアンフィレクタン
|                      |
| ネオアンフィレクタン |

キセニカン
|            |
| キセニカン |

キセニアフィラン
|                  |
| キセニアフィラン |

ビシダン
|          |
| ビシダン |

エレマン
|          |
| エレマン |

プレニルオイデスマン
|                      |
| プレニルオイデスマン |

プレニルゲルマクランおよびプレニルシクロゲルマクラン
|                      |                            |
| プレニルゲルマクラン | プレニルシクロゲルマクラン |

ロバン
|        |
| ロバン |

パキジクチアン
|                |
| パキジクチアン |

プレニルアロマデンドラン
|                          |
| プレニルアロマデンドラン |

セルラタン
|            |
| セルラタン |

ビフロラン
|            |
| ビフロラン |

デシピアン
|            |
| デシピアン |

サクラタン
|            |
| サクラタン |

オブツサン
|            |
| オブツサン |

エスフェノロバン
|                  |
| エスフェノロバン |

ソルダリシン
|              |
| ソルダリシン |